# Troglosiro monteithi
Troglosiro monteithi – gatunek kosarza z podrzędu Cyphophthalmi i monotypowej rodziny Troglosironidae.

## Występowanie
Jak wszyscy przedstawiciele rodzaju jest endemitem Nowej Kaledonii. Znaleziony w tartaku Col d'Amieu na wysokości 350 m n.p.m..